# Gustaf Blomgren
Gustaf Blomgren, född 24 december 1887 i Göteborg, död 25 juli 1956, var en svensk simhoppare. Han blev olympisk bronsmedaljör i varierande hopp i Stockholm 1912.